# Campionati europei di corsa campestre 2008
Il XV Campionato europeo di corsa campestre si è disputato a Bruxelles, in Belgio, il 14 dicembre 2008. Il titolo maschile è stato vinto da Serhiy Lebid mentre quello femminile da Hilda Kibet.

## Risultati
I risultati del campionato sono stati:

### Individuale (uomini senior)
| Pos. | Atleta            | Tempo (m's") |
| ---- | ----------------- | ------------ |
|      | Serhiy Lebid      | 30'49"       |
|      | Mo Farah          | 30'57"       |
|      | Mustafa Mohamed   | 31'13"       |
| 4.   | Ayad Lamdassem    | 31'17"       |
| 5.   | Pieter Desmet     | 31'19"       |
| 6.   | Bouabdellah Tahri | 31'21"       |
| 7.   | Alemayehu Bezabeh | 31'23"       |
| 8.   | Rui Pedro Silva   | 31'26"       |
| 9.   | Michel Butter     | 31'30"       |
| 10.  | Frank Tickner     | 31'39"       |
| 11.  | Mokhtar Benhari   | 31'40"       |
| 12.  | Daniele Meucci    | 31'41"       |

### Squadre (uomini senior)
| Pos. | Atleta                                                                | Punti |
| ---- | --------------------------------------------------------------------- | ----- |
|      | Spagna Ayad Lamdassem Alemayehu Bezabeh Sergio Sánchez Javier Guerra  | 39    |
|      | Francia Bouabdellah Tahri Mokhtar Benhari Driss El Himer James Theury | 49    |
|      | Gran Bretagna Mo Farah Frank Tickner Michael Skinner Lee Merrien      | 54    |
| 4.   | Italia                                                                | 79    |
| 5.   | Belgio                                                                | 93    |
| 6.   | Ucraina                                                               | 116   |
| 7.   | Irlanda                                                               | 129   |
| 8.   | Portogallo                                                            | 153   |

### Individuale (donne senior)
| Pos. | Atleta              | Tempo (m's") |
| ---- | ------------------- | ------------ |
|      | Hilda Kibet         | 27'45"       |
|      | Jéssica Augusto     | 27'54"       |
|      | Inês Monteiro       | 28'02"       |
| 4.   | Mary Cullen         | 28'04"       |
| 5.   | Rosa María Morató   | 28'17"       |
| 6.   | Adriënne Herzog     | 28'19"       |
| 7.   | Anália Rosa         | 28'25"       |
| 8.   | Hatti Dean          | 28'30"       |
| 9.   | Louise Damen        | 28'33"       |
| 10.  | Elena Romagnolo     | 28'39"       |
| 11.  | Viktoriya Trushenko | 28'40"       |
| 12.  | Gulnara Galkina     | 28'40"       |

### Squadre (donne senior)
| Pos. | Atleta                                                                   | Punti |
| ---- | ------------------------------------------------------------------------ | ----- |
|      | Portogallo Jéssica Augusto Inês Monteiro Anália Rosa Ana Dulce Félix     | 29    |
|      | Gran Bretagna Hatti Dean Louise Damen Laura Kenney Hayley Yelling        | 49    |
|      | Francia Sophie Duarte Christelle Daunay Christine Bardelle Maria Martins | 78    |
| 4.   | Paesi Bassi                                                              | 97    |
| 5.   | Russia                                                                   | 111   |
| 6.   | Italia                                                                   | 119   |
| 7.   | Spagna                                                                   | 127   |
| 8.   | Belgio                                                                   | 131   |

### Individuale (uomini under 23)
| Pos. | Atleta          | Tempo (m's") |
| ---- | --------------- | ------------ |
|      | Andrea Lalli    | 24'56"       |
|      | Andy Vernon     | 25'04"       |
|      | Selim Bayrak    | 25'17"       |
| 4.   | Ben Lindsay     | 25'18"       |
| 5.   | Benjamin Malaty | 25'18"       |
| 6.   | John Beattie    | 25'18"       |
| 7.   | Keith Gerrard   | 25'21"       |
| 8.   | Mourad Amdouni  | 25'22"       |

### Squadre (uomini under 23)
| Pos. | Atleta                                                                  | Punti |
| ---- | ----------------------------------------------------------------------- | ----- |
|      | Gran Bretagna Andy Vernon Ben Lindsay John Beattie Keith Gerrard        | 19    |
|      | Italia Andrea Lalli Martin Dematteis Bernard Dematteis Simone Gariboldi | 42    |
|      | Francia Benjamin Malaty Mourad Amdouni Denis Mayaud Pierrot Pantel      | 62    |
| 4.   | Polonia                                                                 | 93    |
| 5.   | Turchia                                                                 | 112   |
| 6.   | Spagna                                                                  | 119   |
| 7.   | Belgio                                                                  | 142   |
| 8.   | Irlanda                                                                 | 151   |

### Individuale (donne under 23)
| Pos. | Atleta           | Tempo (m's") |
| ---- | ---------------- | ------------ |
|      | Susan Kuijken    | 21'02"       |
|      | Sarah Tunstall   | 21'10"       |
|      | Yuliya Zarudneva | 21'24"       |
| 4.   | Morag MacLarty   | 21'24"       |
| 5.   | Ancuţa Bobocel   | 21'43"       |
| 6.   | Heike Bienstein  | 21'43"       |
| 7.   | Katherine Sparke | 21'47"       |
| 8.   | Tatyana Shutova  | 21'49"       |

### Squadre (donne under 23)
| Pos. | Atleta                                                                      | Punti |
| ---- | --------------------------------------------------------------------------- | ----- |
|      | Gran Bretagna Sarah Tunstall Morag MacLarty Katherine Sparke Stacey Johnson | 24    |
|      | Russia Yuliya Zarudneva Tatyana Shutova Natalya Puchkova Natalya Vlasova    | 44    |
|      | Germania Heike Bienstein Ingalena Heuck Julia Hiller Katharina Becker       | 57    |
| 4.   | Irlanda                                                                     | 80    |
| 5.   | Spagna                                                                      | 135   |
| 6.   | Francia                                                                     | 137   |
| 7.   | Portogallo                                                                  | 138   |
| 8.   | Italia                                                                      | 152   |

### Individuale (uomini junior)
| Pos. | Atleta               | Tempo (m's") |
| ---- | -------------------- | ------------ |
|      | Florian Carvalho     | 18'42"       |
|      | Sondre Nordstad Moen | 18'47"       |
|      | Hassan Chahdi        | 18'49"       |
| 4.   | Alexander Hahn       | 18'55"       |
| 5.   | David Forrester      | 18'58"       |
| 6.   | Hasan Pak            | 18'58"       |
| 7.   | Bruno Albuquerque    | 19'08"       |
| 8.   | Antonio Abadía       | 19'11"       |

### Squadre (uomini junior)
| Pos. | Atleta                                                                          | Punti |
| ---- | ------------------------------------------------------------------------------- | ----- |
|      | Francia Florian Carvalho Hassan Chahdi Simon Denissel Colin Guillard            | 50    |
|      | Norvegia Sondre Nordstad Moen Sindre Buraas Lars Erik Malde Henrik Ingebrigtsen | 51    |
|      | Gran Bretagna David Forrester Ross Murray Mitch Goose Phillip Berntsen          | 52    |
| 4.   | Turchia                                                                         | 79    |
| 5.   | Spagna                                                                          | 89    |
| 6.   | Germania                                                                        | 93    |
| 7.   | Belgio                                                                          | 102   |
| 8.   | Irlanda                                                                         | 169   |

### Individuale (donne junior)
| Pos. | Atleta               | Tempo (m's") |
| ---- | -------------------- | ------------ |
|      | Stephanie Twell      | 13'28"       |
|      | Charlotte Purdue     | 13'39"       |
|      | Lauren Howarth       | 13'55"       |
| 4.   | Emily Pidgeon        | 14'00"       |
| 5.   | Emma Pallant         | 14'05"       |
| 6.   | Laura Park           | 14'08"       |
| 7.   | Yekaterina Gorbunova | 14'12"       |
| 8.   | Marina Gordeyeva     | 14'12"       |

### Squadre (donne junior)
| Pos. | Atleta                                                                            | Punti |
| ---- | --------------------------------------------------------------------------------- | ----- |
|      | Gran Bretagna Stephanie Twell Charlotte Purdue Lauren Howarth Emily Pidgeon       | 10    |
|      | Ucraina Viktoriya Pohorelska Myroslava Polishchuk Olha Skrypak Lyudmyla Kovalenko | 50    |
|      | Russia Yekaterina Gorbunova Marina Gordeyeva Yelena Korobkina Yelnara Latypova    | 62    |
| 4.   | Irlanda                                                                           | 77    |
| 5.   | Germania                                                                          | 89    |
| 6.   | Polonia                                                                           | 150   |
| 7.   | Francia                                                                           | 173   |
| 8.   | Turchia                                                                           | 174   |

## Medagliere
| Posizione | Paese         | Oro | Argento | Bronzo | Totale |
| --------- | ------------- | --- | ------- | ------ | ------ |
| 1         | Gran Bretagna | 4   | 5       | 3      | 12     |
| 2         | Francia       | 2   | 1       | 3      | 6      |
| 3         | Paesi Bassi   | 2   | 0       | 0      | 2      |
| 4         | Portogallo    | 1   | 1       | 1      | 3      |
| 5         | Italia        | 1   | 1       | 0      | 2      |
| 5         | Ucraina       | 1   | 1       | 0      | 2      |
| 7         | Spagna        | 1   | 0       | 0      | 1      |
| 8         | Norvegia      | 0   | 2       | 0      | 2      |
| 9         | Russia        | 0   | 1       | 2      | 3      |
| 10        | Germania      | 0   | 0       | 1      | 1      |
| 10        | Svezia        | 0   | 0       | 1      | 1      |
| 10        | Turchia       | 0   | 0       | 1      | 1      |
| Totale    | Totale        | 12  | 12      | 12     | 36     |